# Brantford
Brantford è una città del Canada, fondata sul fiume Grand River, nell'Ontario sudoccidentale.
La città oggi ha circa 90 000 abitanti ed è stata fondata nel 1784 dal capitano Joseph Brant. Vi era anche un insediamento indiano Mohawk nella zona meridionale della città.
Il punto di guado del fiume (in inglese "ford") diede il nome alla località (Brant's ford). A ricordo di queste origini esiste la Cappella Mohawk che è la più antica chiesa dell'Ontario.
Brantford è anche nota come la ''Telephone City'', infatti Alexander Graham Bell inventò un telefono e nel 1876 fece la prima telefonata da Brandford alla vicina Paris.

## Economia
Dato che il telefono è stato inventato qui, nel 1870 fu aperta la prima fabbrica di telefoni del Canada.
La città è stata fondata nel punto più profondo del Grand River ed era una città agricola, ma poi la costruzione della ferrovia aiutò la città a trasformarsi in un centro industriale e con molti posti di lavoro. L'industrializzazione ha aiutato la città a crescere economicamente fin quasi alla fine del XX secolo.
Tra il 1980 e il 1990, l'economia subì un declino che portò al fallimento di numerose aziende. Questi fallimenti e chiusure di imprese hanno lasciato migliaia di persone senza lavoro e ha creato una delle aree economicamente più depresse del paese. nei primi anni 2000 un afflusso di nuove società in movimento nella zona ha portato il tasso di disoccupazione al 7,4% si trova al di sotto del tasso nazionale.
Nel 1997 fu completata la Ancaster (una sezione della Highway 403) per creare un maggiore incentivo per le imprese a individuare Brantford, anche per il facile accesso ad Hamilton e Toronto. Nel 2004 la Procter & Gamble e la Ferrero SpA hanno aperto uno stabilimento.

## Popolazione
Nel 2011 la popolazione di Brantford era 93 650 persone.

## Film e televisione
- Per la serie televisiva I misteri di Murdoch, è stato utilizzato il Carnegie Building che fa parte del campus della Wilfrid Laurier University come Palazzo di giustizia.
- Per molti film è stato utilizzato l'aeroporto cittadino, fra cui Due candidati per una poltrona e False verità.
- L'episodio Dr. Long Ball della serie Due South - Due poliziotti a Chicago è stato girato all'Arnold Anderson Stadium al Cockshutt Park.
- Il centro cittadino è stato utilizzato come set per Weirdsville nel 2006 e Silent Hill nel 2005.
- il Mohawk Institute Residential School (conosciuto anche come Mohawk Manual Labour School e Mush Hole Indian Residential School) quando, dopo la fine del XX secolo, numerose opere scientifiche e artistiche hanno esplorato gli effetti negativi delle Scuole residenziali indiane a distruggere le culture native è apparso nei film Lacrime Invisibili: un documentario sui Boarding School Survivors, e sulla Legacy of Hope Foundation's online media collection: "Where are the Children? Healing the Legacy of the Residential Schools" (Dove sono i bambini? Guarire l'eredità delle scuole residenziali).

## Formazione
Le statistiche del 2006, dicono che il 72% degli adulti, ha un diploma o laurea
Università e Scuole
A Brandford ci sono numerosi ististuti.
- Laurier Brantford, un campus di Wilfrid Laurier University, che offre una vasta varietà di programmi a loro campus in centro. I
- La Facoltà di Arti Liberali comprende Studi contemporanea, giornalismo, storia, inglese, giovani e degli studi dei bambini, Diritti umani e della diversità umana, delle lingue a Brantford e programmi diritto e società.
- La Facoltà di Scienze Umane e Sociali comprende Criminologia, studi di salute, psicologia e Leadership.
- La Facoltà di Lavoro Sociale comprende il Bachelor of Social Work.
- La Facoltà di laurea e post-dottorato di studi comprende Giustizia Sociale e Community Engagement (MA) e Criminologia (MA)
- La Scuola di Economia e Commercio comprende Business Technology Management.
- Nipissing University. Durante l'anno accademico 2013-14 ci sono stati 70 a tempo pieno e 100 part studenti a tempo nel programma.
- Conestoga College offre la programmazione accademica nel cuore della città di Brantford
- Mohawk College

Le scuole secondarie
- Assumption College School (Cattolica)
- Brantford Collegiate Institute
- North Park Collegiate & Vocational School
- Pauline Johnson Collegiate & Vocational School
- St. John's College (Cattolica)
- Tollgate Technological Skills Centre (formerly known as Herman E. Fawcett)
- Grand Erie Learning Alternatives

Altre scuole
- W. Ross Macdonald, una scuola per non vedenti e sordociechi.
- Mohawk Institute Residential School, era una scuola residenziale indiana. È stata chiusa dopo che molti ex studenti hanno subito abusi fisici, sessuali e psicologici nella scuola. La scarsa qualità del cibo servito agli studenti ha portato al soprannome della scuola, Mush Hole.

## Media
Stampa
- Brantford Expositor fondato nel 1852 pubblica il giornale sei giorni alla settimana (dal lunedì al sabato)
- Il Brant News è un settimanale consegnato il giovedì
- Il Two Row Times è un settimanale gratuito fondato nel 2013 ed è consegnato il mercoledì.
- Il Bscene è un mensile fondato nel 2014, distribuito localmente, a Brantford e nella Brant County.

Radio
- AM 1380 - CKPC (AM),
- FM 92.1 - CKPC-FM,
- FM 93.9 - CFWC-FM, (religiosa)

## Infrastrutture e trasporti
Aeroporto
- La città è dotata di un piccolo aeroporto, il Brantford Municipal Airport.

Trasporto elettrico
- Alle porte del centro c'è una stazione che collega Brantford con la Quebec City-Windsor Corridor passando anche per Toronto.

Il trasporto pubblico in città è iniziato nel 1886 con carrozze trainate da cavalli, poi nel 1893 si cominciò a convertire questo servizio con tram elettrici e con bus a gas.
I bus
- La Brantford Transit serve la città con nove linee che passano ogni mezz'ora, in più ci sono le linee scolastiche.
- La Greyhound Canada che collega Brantford ad altre città
- La All Around Transportation gestisce una navetta che collega Brandford alla vicina Paris.

Autostrade
- Highway 403, East Hamilton, West Woodstock.
- H ighway 24, North Cambridge, South Simcoe.

## Musei
La città ha tre musei, il Brant Museum and Archives, Canadian Military Heritage Museum e il Museo dei personal computer.

## Intrattenimento
In città ci sono diverse fiere annuali, fra cui: la Brantford International Villages Festival a luglio, la Brantford Kinsmen Annual Ribfest ad agosto, il Chili Willy Cook-Off a febbraio e il Frosty Fest un festival della chiesa che si svolge in inverno.
In città c'è anche un casinò, il Brantford OLG Casino